# DX人生ゲームII
DX人生ゲームII（デラックスじんせい―ツー）は、1997年7月24日にタカラ（現・タカラトミー）から発売されたセガサターン用ソフト。『DX人生ゲーム』の続編。今作はプレイステーション用も同時発売となった。なお、本作までは実際の開発をKIDが担当しているほか、本作では成田はじめ率いる放送作家グループのOZMAがプラニングアドバイザーとして関わっている。次作「DX人生ゲームIII」以降の作品は制作スタッフがほぼ一新されている。なお本作の開発を担当したKIDは翌年に「ゲームで青春」という本作に近いシステムのボードゲームを発売している。

## 前作からの変更点
- 前作は高校生からのスタートだったが、今作からはそれ以前（赤ちゃん、小学生、中学生）からも始められるようになった。
- 学生マップ及びメインマップがループするものに変更され、メインマップの遊べるターン数を15ターンから360ターンまで決められるようになった。また、メインマップ終了後に「余生」が追加された（詳しくは後述）。
- 顔のパーツが増加した[1]。また、キャラクター作成時に血液型と星座を設定できるようになったほか、作成したキャラクターのデータをメモリーカードにセーブできるようになった。
- COMキャラクターはあらかじめ用意されたキャラクターに限らず、自分でも作成できるようになった[2]。
- パラメータがこれまでの「知力」「体力」「センス」に加え、新たに「モラル」が追加された。
- 同じマスでも起こるイベントがランダムになった。[3]
- 前作に引き続き「達人ランキング」が存在するが、選択したメインマップやターン数に関係なく、セーブデータ内において総資産額が高かった上位5名がランクインされる方式に変更された。

## 人生ゲーマーズ
始めから用意されているキャラクターで、いずれもこのゲームを制作したスタッフである。COMキャラクターとして使用するだけでなく、プレイヤーとして操作することも可能である。
| 名前       | 性別 | 血液型 | 星座       |
| ---------- | ---- | ------ | ---------- |
| アニ～     | 男性 | O型    | みずがめ座 |
| エイミー   | 女性 | B型    | おうし座   |
| ひでりん   | 男性 | A型    | やぎ座     |
| ヨッシー   | 女性 | B型    | おひつじ座 |
| きくりん   | 男性 | O型    | おとめ座   |
| なかじ     | 女性 | A型    | かに座     |
| イッチー   | 男性 | A型    | やぎ座     |
| さっちゃん | 女性 | O型    | ふたご座   |
| あきひさ   | 男性 | B型    | かに座     |
| まきば     | 女性 | B型    | みずがめ座 |
| さくちゃん | 男性 | A型    | てんびん座 |
| みどり     | 女性 | B型    | おうし座   |

## 遊べるマップ

### メインマップの前
前述の通り、赤ん坊・小学生・中学生・高校生のどれかからスタートできる。それぞれ3ターンで次のマップに進む。高校生マップ終了時に大学受験か就職を選択し、大学受験を選択した場合は入学試験として自分もしくは他のプレイヤーのパラメータを当てる問題が3問出題され、合計点数が80点以上で合格となる。早く答えるほど高得点が得られる。合格の場合は大学生マップ、不合格の場合は浪人生マップに移る。浪人生マップ3ターンでもう一度受験するか就職するかを選択することになる。大学生マップを3ターン終了すると就職となるが、前作では各パラメータが+7した状態で職業を選択していたのに対し、本作では職業選択後に各パラメータが+7される。
なお、大学生マップ・浪人生マップはメインマップと同時進行となる。

### メインマップ
メインマップは以下の3種類が登場する。
メルヘンマップ
コースはその名のとおりメルヘンチックになっている。
日本旅行マップ
日本全国を回る形式となっており、東京都・大阪府・福岡県・北海道のいずれかからスタートすることになっている。
四季マップ
コースが春、夏、秋、冬と変わってくる。

### 余生
設定したターン数が終了すると「シルバーマップ」に入る。ここでは「リゾートコース」と「開拓コース」に分かれており、「リゾートコース」はよろこびマスが多く、またバブルマスもあって安定した老後が送れる。一方、「開拓コース」は逆にほとんどがかなしみマスばかりで、そのうえ世紀マスまであるが、数少ないよろこびマスに止まれば一発逆転もあり得るイベントが発生する。ゴールするとゴールまでに要したターン数に応じてボーナスがもらえる。全員がゴールするとアイテムの買い取りと最後のバトルに入る。なお、前作と異なり「年金ルーレット」は登場しない。

## 職業
今作で追加された職業は太字で表示。男女で名称が異なる職業もあるが給料額は同じである。　♂・♀=男女兼用　♂=男性専用　♀=女性専用
えらい人？系
- 政治家(♂・♀)
- 医師(♂・♀)
- 弁護士(♂・♀)

なお、前作で職業として就職できた「教授」については今作では削除されている。
スポーツ系
- 野球選手(♂)
- サッカー選手(♂)
- プロレスラー(♂・♀)
- テニスプレイヤー(♂・♀)
- レーサー(♂)

芸能系
- 俳優・女優(♂・♀)
- アイドル(♂・♀)
- お笑い芸人(♂・♀)
- モデル(♀)

バランス系
- 学校の先生(♂・♀)
- スチュワーデス(♀)
- 看護婦(♀)
- パイロット(♂・♀)
- 警察官・婦警(♂・♀)
- サラリーマン・OL(♂・♀)
- 保父・保母(♂・♀)

特殊技能系
- 発明家(♂・♀)
- 漫画家(♂・♀)
- フラワーショップ(♂・♀)
- ゲームデザイナー(♂・♀)
- 小説家(♂・♀)
- デザイナー(♂・♀)
- 料理人(♂・♀)
- ギャンブラー(♂・♀)
- トラックの運転手(♂・♀)
- フリーター(♂・♀)

ヒーロー系
- 正義の味方(♂・♀)
- 悪の大王(♂・♀)

## マス
以下のマスについては前作から変更が無いため、そちらの項を参照のこと。
よろこびマス
かなしみマス
はたらいてマス
タイムトンネルマス
給料マス
これより以下は前作から追加されたもの、変更されたものを記載。
カードマス
前作とは異なり、カードは伏せた状態で提示され、選択後に開く。カードを持てる枚数は6枚まで。
選べマス
メインマップのみ、カードマスと前作に登場した転職マスが統合されており、転職するかカードを貰うか選択できる。
物件マス、建物マス
「物件マス」に止まると物件マップに入る。物件マップは全部で4種類で、メインマップによって異なる。それぞれに「建物マス」が8マスあり（9マス目で元に戻る）、建物が建っていない「建物マス」では「自宅」「マンション」「お店」「水族館」「美術館」「ビル」「競技場」「ホテル」の中から、マップに合った物件を建てる。すでに物件が建っている「建物マス」では、自分の物件の場合は「物件に行く」「増築する」のいずれかの行動を選択する。「物件に行く」では自宅物件ではパラメータが、自宅以外の物件では所持金が増える。「増築する」では購入価格と同額を支払うことによって物件レベルが+1される。他人の物件の場合は自宅物件ではパラメータ、自宅以外の物件では金を持ち主に取られる。「地上げ屋カード」があれば他人の物件を強奪することもできる。
物件レベルは最大が3で、これによりプラスマイナスされるパラメータや所持金が変動する。
- サンタウン

住宅地。全マップに登場。自宅やマンションなどを建てると収益が上がる。
- ソルシティ

オフィス街。メルヘンマップに登場。ビルなどを建てると収益が上がる。
- アイランド

リゾート地。日本旅行マップに登場。ホテルなどを建てると収益が上がる。
- マウンテン

開拓地。四季マップに登場。競技場以外の物件を建ててもあまり儲けは無い。
ゲーム終了時に自宅物件はその時点での価格の2倍で買い取られる。
買えマス
物件関係の大幅な変更により、不動産屋がなくなり、代わりにカードショップが新設された。
- カードショップ

カードの売買ができる。時によって買えるカード（全3種類）が変わる。
- 証券会社

前作からシステムが大幅に変更され、ゲームの進行によって株価が変動するようになった。「買えマス」が登場する高校生マップ以降では画面の右上に株価が表示され、その時点の価格で売買される。次の4銘柄から選べ、複数銘柄を所持することもできる。一度に買えるのは20株まで。
- TOK：電力会社（おそらく東京電力のもじり）。比較的安定している。
- トユタ：トヨタ自動車のもじりだがなぜか運送会社。TOKに比べて変動が大きいがまだ安定している。
- KKD：KDD（現KDDI）のもじりで電信会社。大体上がっているが大きく落ち込むこともある。
- 新日空：全日空のもじりで航空会社。大体下がっているが大きく上昇することもある。

- ペットショップ

買えるペットはどのマスでも同じになった。また、1人につき1頭しか所持できなくなり、ゲーム終了時のペットの買取もなくなった。
なお、ごく稀の確率であるが、買い物代金を他のプレイヤーに払ってもらう「おごり」イベントが発生することもある。
ハートマス
未婚の場合は次のうち1つを選択できる。
- 出会いを求める：高校生マップ開始時点では12人中の一部の人しか選択できない（出会っていない人は覆面がされている）状態なので、ここで出会いを求める。出会うことができれば愛情度が+10%。
- デートにさそう：出会った相手の中から1人を選択し、その上で場所と台詞を選択。それによりデートが成功すれば愛情度が30～50%程度アップする（99%以上にはならない）が、失敗した場合はそのまま。
- プロポーズ：文字通り告白。愛情度が90％以上なら成功する確率が高い。成功して結婚すれば愛情度が100％になる。結婚時には天使くんと他のプレイヤーから2000万円ずつもらえる。
- 自分をみがく：恋愛をせずにどれか1つのパラメータを上げる。

結婚後は前作と同様。子供が生まれたときの祝い金が500万円に変更され、他のプレイヤーに加え、結婚時と同様に天使くんからももらえる。また、子供がいるときは天使くん・熱血君・ブチュー人・ツーケー星人のいずれかから養育費がもらえることがある。
ツーショットマス
全員参加の合コンイベントが発生。次のうち1つを選択できる。ラブラブカードで強制的に発生させることもできる。
- 出会いを求める：文字通り。一度に出会えるのは最大3人まで。
- おちかづき：出会った相手と過ごす。愛情度が+50%。
- 一発芸：一発芸を成功させれば一度に愛情度を上げることができるが、成功率は低い。
- 悪い噂を流す：他のプレイヤーのうち1人の悪い噂を流し、成功すれば当該プレイヤーの愛情度が下がるが失敗すれば自分の愛情度が下がる。成功・失敗に関わらず自分のモラルは下がる。
- ひたすら食べる：恋愛をせずにパーティーの料理を食べる。全パラメータが+5。

既婚者が「ひたすら食べる」以外を選択するとモラルが-10される。
バブルマス
全員に幸運をもたらすバブルイベントが発生。世紀マスのちょうど逆にあたる。
- 空からこぼれたマネー：所持金が+5億円、体力・センスが+3。
- 天使登場：全パラメータが+20。
- サンタ出現：アイテムが1個もらえる。
- 技能アップ：技能が1つもらえる。
- 地価高騰：物件レベルが+1。
- 女神登場：所持金が+1億円、全パラメータが+5。
- 小噺：スカ（何も起こらない）。
- 株価高騰：株価が+500万円。

世紀マス
前作同様に全員に重大な不幸をもたらすイベントが発生するが、保険カードを持っていれば株価暴落以外の不幸を回避することができる(保険カードの効果は1回限り)。
- 女神登場：所持金全額没収（マイナスの場合は無効）。
- 怪盗登場：アイテム全品没収。
- 熱血君あらわる：カード全部没収。
- ツーケー星人あらわる：技能を全部忘れる。
- 地価暴落：物件レベルが-1。
- ブチュー人現る：全パラメータが-15。
- 破局：結婚相手以外の出会った相手全員の愛情度が1％に。
- 株価暴落：株価が-300万円。

落としマス
前作の落ちマスから改名。3ターンで元に戻るように変更された。世紀マスが2～3箇所配置されているが、バブルマスも2箇所ある。
旅行しマス
旅行マップ(前作の「ショートマップ」に相当)に入ることができる。遠回りとなるが給料マスが多く配置されている。選んだメインマップの種類によって旅行マップは異なる。
- アジアマップ

メルヘンマップで登場。香港、東南アジアなどを舞台としたマップ。
- ヨーロッパマップ

日本旅行マップで登場。その名の通りヨーロッパを舞台としたマップ。
- 秘境マップ

日本旅行マップで登場。アマゾンやジャングルを舞台としたマップ。
- アメリカマップ

四季マップで登場。その名の通りアメリカを舞台としたマップ。
- 宇宙マップ

四季マップで登場。宇宙旅行をテーマとしたマップ。
仕返しマス
仕返しの方法が変更された。次の3つから選択できる。
- 能力（モラル以外のパラメータ）を奪う
- お金を奪う
- 仕返しなんかしたくない！：他のプレイヤーには何もしない。モラルがプラスされる。

ゲームしマス
前作のスロットゲームから変更され、主に１人専用のミニゲームが集約されている。ミニゲームの結果によってプレイヤーのパラメーターや所持金等が変動するほか、アイテムを貰えたり失ったりすることもある。
ご意見マス
謎の男「Mr.イチカワ」が現れ、彼から提案されたイベントを起こすか否か任意に選択できる。
チェッカーマス
前作同様通過するとボーナスがもらえるが、どの順位で通過してももらえるボーナスの額は同じになった。

### クイズイベント
前作に続き、よろこびマスに止まった時にクイズイベントが発生することがある。今回は往年のクイズ番組「100万円クイズハンター」をもじった「クイズ人生ハンター」というタイトルが与えられ、司会者として同番組の柳生博をもじった「和牛ひろし」が登場する。二択問題が出される点は前作と変わりないが、前作でクイズに正解した後に回していた「パワールーレット」「マネールーレット」は廃止され、クイズに正解した時点で賞金またはアイテムが貰え、さらにパラメーターがプラスされるようになった。また、不正解の場合でも参加賞として知力以外のパラメーターがプラスされる形式に変更された。

### 星座イベント
メインマップでは一定のターン数を終えるごとに「星座イベント」が発生する。星座イベントでは12の星座のうちのいずれかの「星座の神様」が登場し、その星座のプレイヤーが技能「ちいさなゆめ」を持ってなければこれが与えられ、「ちいさなゆめ」を持っていればパラメーターがプラスされる。

## 結婚相手
前作と同じく、男女それぞれ12名ずつ登場する。いずれも時の有名人を元ネタとしている。
| 名前       | 職業             |
| ---------- | ---------------- |
| たくみ     | フリーター       |
| ごう       | 俳優             |
| まさし     | パイロット       |
| くんつ     | 医師             |
| かずと     | トラックの運転手 |
| えつや     | フラワーショップ |
| とみお     | 学校の先生       |
| よしはる   | サラリーマン     |
| たかし     | レーサー         |
| シチロー   | ギャンブラー     |
| シュバルツ | 警察官           |
| ジャック   | お笑い芸人       |

| 名前       | 職業             |
| ---------- | ---------------- |
| あむえ     | 保母             |
| まき       | 小説家           |
| れいこ     | 発明家           |
| さとみ     | 女優             |
| りょうこ   | OL               |
| なお       | スチュワーデス   |
| たかえ     | 悪の大王         |
| アツコ     | プロレスラー     |
| リンリン   | テニスプレイヤー |
| ともみ     | 料理人           |
| キャンドル | デザイナー       |
| ジェニー   | 正義の味方       |

## 最後のバトル
アイテムの買い取りが終了すると行われる全員参加のイベント。3×3のスロットマシーンが登場し、プレイヤーはスロットを止めたらコントローラを次のプレイヤー（最後のプレイヤーの場合は第1プレイヤー）に渡し、上から順に□・×・○（PS版の場合）のボタンが対応しているのでどれか1つを押し、コントローラを元のプレイヤーに戻す。元のプレイヤーは左から順に□・×・○のボタンが対応しているので、次のプレイヤーがどれを選択したかを推理した上でどれか1つを押す。縦軸と横軸が交差した絵柄がそのプレイヤーの運命となる。
絵柄の意味は次の通り。
- ハート：パラメータがプラスされる。
- 札束：所持金が増える。
- 爆弾：パラメータがマイナスされる。
- モンキー：所持金が減る。

## 精算
ゲーム終了時には次のとおり資産の精算が行われる。
- 株は全員ゴール時の株価×持ち株数が各銘柄ごとに精算される。
- 物件は自宅はゴール時点の価格の2倍、それ以外の物件はゴール時点の価格で精算される。
- 配偶者がいる場合は5000万円、子供がいる場合は一人につき5000万円のボーナス。

一通り精算が終わった後、表彰式が行われ、以下の条件を満たしたプレイヤーにボーナスが入る。
- 頭がいいで賞：知力が一番多かったプレイヤー。賞金は知力×100万円。
- 力持ちで賞：体力が一番多かったプレイヤー。賞金は体力×100万円。
- オシャレで賞：センスが一番多かったプレイヤー。賞金はセンス×100万円。
- いい人で賞：モラルが一番多かったプレイヤー。賞金はモラル×100万円。
- コレクターで賞：獲得したアイテム数が一番多かったプレイヤー。賞金はアイテム数×1000万円。
- 器用で賞：獲得した技能数が一番多かったプレイヤー。賞金は技能数×2000万円。
- 恋愛上手で賞：愛情度の合計が一番多かったプレイヤー。賞金は愛情度合計×20万円。
- 大地主で賞：物件数が一番多かったプレイヤー。賞金は物件数×2000万円。

総合結果は最下位のプレイヤーを抜かして発表する。最下位のプレイヤーの総資産額は明かされず、優勝プレイヤー発表後に「そして今回最下位の○○さんにはこんなボーナスが」と出て、メガトンボムが落とされる。